# East Cairn Hill
East Cairn Hill är en kulle i Storbritannien.   Den ligger i kommunen West Lothian och riksdelen Skottland, i den centrala delen av landet, 500 km norr om huvudstaden London. Toppen på East Cairn Hill är 561 meter över havet, eller 243 meter över den omgivande terrängen. Bredden vid basen är 18,4 km.
Terrängen runt East Cairn Hill är kuperad åt nordost, men åt sydväst är den platt. Runt East Cairn Hill är det glesbefolkat, med 16 invånare per kvadratkilometer. Närmaste större samhälle är Edinburgh, 19,2 km nordost om East Cairn Hill. Trakten runt East Cairn Hill består i huvudsak av gräsmarker.